# Universidade da Indonésia
Universidade da Indonésia (Indonésio: Universitas Indonesia, abreviada como UI) é uma universidade pública localizada em Depok, província da Java Ocidental, na Indonésia. 
De acordo com os indicadores U.S. News & World Report Ranking (2021), Times Higher Education - THE (2022) e TopUniversities Ranking (2022), ela é uma das melhores universidades da Indonésia.

## História
As origens da Universidade da Indonésia remontam ao ano de 1849, época em que a Indonésia estava sob colonização neerlandesa.

## Faculdades
A universidades tem  12 faculdades:
- Faculdade de Medicina - (Fakultas Kedokteran, FK) Campus de Salemba
- Faculdade de Odontología - (Fakultas Kedokteran Gigi, FKG) Campus de Salemba
- Faculdade de Matemáticas y Ciências Naturais - (Fakultas Matematika dan Ilmu Pengetahuan Alam, FMIPA)
- Faculdade de Direito - (Fakultas Hukum, FH)
- Faculdade de Psicología - (Fakultas Psicologi, FPsi)
- Faculdade de Técnico - (Fakultas Teknik, FT)
- Faculdade de Economía - (Fakultas Economi, FE)
- Faculdade de Saúde Pública - (Fakultas Kesehatan Masyarakat, FKM)
- Faculdade de Ciências Sociales y Políticas - (Fakultas Ilmu Sosial dan Ilmu Politik, FISIP)
- Faculdade de Humanidades - (Fakultas Ilmu Pengeahuan Budaya, FIB)
- Faculdade de Informática - (Fakultas Ilmu Komputer, Fasilkom)
- Faculdade de Enfermaria - (Fakultas Ilmu Keperawatan, FIK)